# Jonas Stephan
Jonas Stephan (* 2. Januar 1992 in Peine) ist ein deutscher Fußballtrainer, der seit Juli 2024 die Frauenmannschaft von RB Leipzig leitet. Als aktiver Fußballspieler gehörte er zuvor u. a. dem Oberligisten VfV Borussia 06 Hildesheim an.

## Karriere

### Spieler
Stephan begann das Fußballspielen im Alter von drei Jahren beim TSV Fortuna Oberg, einem Mehrspartenverein im Lahstedter Ortsteil Oberg. 2003 wechselte er zum VfB Peine, bei dem er ab der D-Jugend die Nachwuchsaltersklassen durchlief und schließlich in den Herrenbereich aufrückte. Im Sommer 2013 folgte der Wechsel zum VfV Borussia 06 Hildesheim, für den er insgesamt 30 Spiele in der Fußball-Oberliga Niedersachsen absolvierte und mit dem er in der Saison 2014/15 Vizemeister wurde. Bedingt durch die gleichzeitige Fokussierung auf eine Trainerlaufbahn verließ er jedoch den Regionalliga-Aufsteiger und schloss sich für zwei Spielzeiten dem Bezirksligisten TSV Hohenhameln an. Nachdem er ein Jahr pausiert hatte, kehrte er 2018 zu seinem Heimatverein Fortuna Oberg zurück, für den er bis 2022 aktiv war.

### Trainer
Noch als Nachwuchsspieler des VfB Peine begann Stephan im Jahr 2009 dort auch seine Trainerlaufbahn. Zunächst betreute er die F- und E-Junioren, 2010 übernahm er dann die U12 des Vereins. In der Saison 2011/12 war er zusätzlich Co-Trainer der B-Junioren, die in der Niedersachsenliga, der höchsten Spielklasse des Niedersächsischen Fußballverbandes, antraten. In der nachfolgenden Saison leitete er die A-Junioren des VfB. Mit dem Wechsel als Spieler zum VfV 06 Hildesheim übernahm er parallel auch dessen U17. Bereits im ersten Spieljahr gelang der Aufstieg in die Niedersachsenliga, in der nachfolgenden Saison wurde die Mannschaft dort Vierter.
Im Sommer 2015 folgte der Wechsel ins Nachwuchsleistungszentrum von Eintracht Braunschweig, wo er zunächst zwei Jahre lang die U14 trainierte und dann zur Saison 2017/18 die U16 übernahm. Im Sommer 2018 wurde Stephan Co-Trainer von Henrik Pedersen. Dies blieb er auch nach Pedersens Entlassung im Oktober 2018 unter dessen Nachfolger André Schubert. In der darauffolgenden Saison gehörte er unter Christian Flüthmann und dessen Nachfolger Marco Antwerpen ebenfalls zum Trainerstab. Im Sommer 2020 wechselte er zum Chemnitzer FC und übernahm zwei Jahre lang die Leitung der U19, die in der A-Junioren-Bundesliga Nord/Nordost spielte. 2022 kehrte er nach Braunschweig zurück und wurde Sportlicher Leiter des Nachwuchsleistungszentrums. In der Saison 2023/24, der letzten Spielzeit der A-Junioren-Bundesliga vor ihrer Auflösung, betreute er die U19 der Eintracht. Im Juli 2024 übernahm er die Frauenmannschaft von RB Leipzig.
Stephan ist seit 2023 Inhaber der Pro Lizenz, der höchsten Ausbildungsstufe des DFB.

### Erfolge

#### Trainer
2020: Aufstieg in die 2. Bundesliga (mit Eintracht Braunschweig)

## Persönliches
Nachdem er 2011 sein Abitur am Gymnasium Groß Ilsede abgelegt hatte, begann Stephan ein Studium an der Sportwissenschaftlichen Fakultät der Universität Hildesheim, das er im Jahr 2015 mit dem Bachelor in den Fächern Sport, Gesundheit und Leistung abschloss (Abschlussarbeit über das Thema Herausspielen von Torchancen bei der WM 2014). Nachfolgend begann er ein Masterstudium in den Fächern Sport, Gesundheit und Leistung in der Lebensspanne, das im Jahr 2017 mit der Arbeit Differenzielles Lernen im Fußball abgeschlossen wurde.